# Sarah Snook
Sarah Snook, född 1 december 1987 i Adelaide, är en australisk skådespelare.
Sedan 2018 spelar Snook rollen som Siobhan "Shiv" Roy i HBO-serien Succession.
År 2021 gifte Snook sig med Dave Lawson. Parets dotter föddes år 2023.

## Filmografi i urval
- 2014 – Predestination
- 2014 – Jessabelle
- 2015 – The Dressmaker
- 2015 – Steve Jobs
- 2016 – Black Mirror (TV-serie)
- 2017 – The Glass Castle
- 2018 – Winchester: House of Ghosts
- 2018–2023 – Succession (TV-serie)
- 2023 – The Beanie Bubble
- 2024 – Memoir of a Snail